# Boelardus Augustinus van Boelens

Stamwapen

Boelardus Augustinus van Boelens (5 september 1722, Leeuwarden-  9 november 1777, Hardegarijp) was een Nederlands dichter uit het geslacht Van Boelens. Hij maakte in 1749 de vroegst bekende vermelding van de Elfstedentocht.

## Biografie
Boelardus Augustinus van Boelens werd in 1722 geboren als zoon van Ayzo van Boelens en Rinske Lycklama. Hij trouwde met Anna Mellinga zij kregen vijf kinderen, waaronder Ambrosius Ayzo van Boelens. Boelardus Augustinus werd bekend door zijn gedicht getiteld: "de Winter", met daarin de vroegst bekende vermelding van de Elfstedentocht, die hij schreef voor zijn vriend jonkheer Hessel Vegilin van Claerbergen. Deze laatste publiceerde het gedicht onder het pseudoniem B. Bornius Alvaarsma. Daarnaast schreef Boelardus Augustinus o.a. de Bruiloftsvers en Geboortedicht, aan de familie Vegilin van Claerbergen, ditmaal onder eigen naam. Boelardus Augustinus stierf op 9 november 1777 in Hardegarijp. 
- Biografisch Portaal: 88851550
- Digitale Bibliotheek voor de Nederlandse Letteren: boel012
- International Standard Name Identifier: 0000 0003 9133 7997
- Nederlandse Thesaurus van Auteursnamen: 073562491
- Virtual International Authority File: 285103283
- WorldCat: E39PBJyxbx36TDPR8X4pcwdbBP